# 汉信码

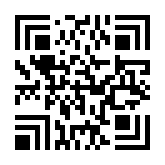
汉信码

汉信码是一种矩阵式二维条码。从形状上，它呈正方向、有深色和浅色数据模块分布其间。

## 历史
汉信码的研发始于2003年，并于2005年年末完成。汉信码研是中国物品编码中心依据中国国家“十五”重大科技专项——《二维条码新码制开发与关键技术标准研究》研发成功。

## 标准
中国国家标准《汉信码》于2005年12月完成国家标准制定工作。2007年8月23日《汉信码》国家标准正式颁布，并于2008年2月1日正式实施。《汉信码》国家标准的标准号为GB/T21049-2007。
2011年，国际自动识别与移动计算协会标准发布汉信码国际行业标准《Han Xin Code》。
2015年9月，汉信码成功在国际标准化组织ISO立项，项目编号ISO/IEC 20830。